# Kirby: Right Back at Ya!
Kirby: Right Back At Ya!, känt i Japan som Hoshi no Kirby (japanska: 星のカービィ Hepburn: Hoshi no Kābī?, bokstvligen "Kirby av stjärnorna"), är en TV-serie baserad på Nintendos datorspelsserie Kirby med den titulära figuren Kirby i huvudrollen. Serien sändes i 100 avsnitt och hade sin originalvisning i Japan mellan 2001 och 2003. En dubbning till engelska gjordes av 4Kids Entertainment, som visades på kanalen Foxbox/4Kids TV mellan 2002 och 2006.